# Mário da Veiga Abreu
 Mário da Veiga Abreu (Porto Alegre, 20 de junho de 1882  — Rio de Janeiro, 1º de março de 1960) foi um general-de-brigada do Exército Brasileiro e comandante na Revolução Constitucionalista.

## Biografia
Mário da Veiga Abreu nasceu em 20 de junho de 1882, na cidade de Porto Alegre, filho de Miguel Lino de Moraes Abreu e de Anna Arcelina Velho da Veiga Abreu. Teve os irmãos: Matilde, Miguel, Margarida, José Ricardo e Renato. Esses dois também seguiram carreira militar e atingiram o generalato do Exército Brasileiro. Desde 1907 era casado com Maria Amália Peixoto de Abreu, uma descendente direta do Presidente da República, o Marechal Floriano Peixoto, com quem teve uma filha, Berenice de Abreu.
Em 1899 assentou praça no Exército Brasileiro e alguns anos depois entrou para a Escola de Oficiais pela antiga Escola de Guerra de Porto Alegre, onde foi declarado aspirante em fevereiro de 1908. Ao longo dos anos foi galgando promoções: 2º tenente em março de 1910; 1º tenente em fevereiro de 1918; capitão em 1922; major em 1929; tenente-coronel em 1931; e, finalmente, coronel em 30 de agosto de 1934. Realizou cursos de infantaria e cavalaria, além de cursos de aperfeiçoamento para oficiais e de Estado-Maior. Ao longo da sua carreira exerceu vários comandos, como o da 2ª Cia do 8º B.C. de São Leopoldo-RS em 1927.
Atuou na campanha militar de repressão a Revolta do Contestado, entre 7 de novembro de 1914 a 28 de abril de 1915.
Tomou partido dos rebeldes na revolta tenenista de 1922 e, mais tarde, na Revolução de 1930. Integrou o "Clube 3 de outubro" até junho de 1932, quando pediu desligamento da associação, juntando-se a outros dissidentes do tenentismo.
Em 1932 o então tenente-coronel comandava o 4º B.C., unidade então sediada no bairro de Santana na cidade de São Paulo. Em 9 de julho, na ocasião da deflagração da Revolução Constitucionalista, tomou partido dos revolucionários paulistas, sendo na sequência destacado para comandar tropas no Vale do Paraíba, na chamada "Frente Norte" de combate, respondendo diretamente ao Estado-Maior do comando supremo do Exército Constitucionalista, chefiado pelo general Bertoldo Klinger. Seu irmão, o então major José Ricardo, combateu pelo lado federal no setor sul do conflito.
O "Destacamento Mario da Veiga Abreu" reunia, além das tropas regulares, batalhões de voluntários e era responsável pela defesa da região de Cunha, Campos de Cunha, Campos do Jordão, São Bento do Sapucaí e, mais tarde, em Guaratinguetá, onde suas tropas atuavam dividias entre Serra da Quebra Cangalha e na região de Campos do Jordão.
Em Cunha, sob sua chefia, as suas tropas exerceram notável atuação, tendo sido responsável por repelir diversas vezes o adversário, composto por tropas dos fuzileiros navais e as polícias do Rio de Janeiro e do Espírito Santo.
Naquela frente de combate, o então tenente-coronel foi responsável pela ofensiva ocorrida em 20 de agosto de 1932, cuja uma manobra tática fez as tropas constitucionalistas desbaratarem as tropas governistas na altura do bairro do Divino Mestre, a cerca de 8 km a sudeste do centro de Cunha. O destacamento do tte-cel. Abreu deixou a posição de Cunha somente após ordem do comando geral do setor, que visava a rearticular toda a linha de defesa do Vale do Paraíba, resultando no recuo da linha de defesa previamente preparada em Guaratinguetá. Por conta desse e de outros seus triunfos no conflito, ganhou o codinome informal de "Duque de Cunha" entre os paulistas.
Segundo Armando de Salles Oliveira, ex-governador de São Paulo, sobre o papel do coronel Abreu na Revolução de 1932:
| “ | Para que nem tudo fosse sombra, uma rajada de alegria soprou mais ou menos na mesma ocasião sobre as trincheiras paulistas a noticia de uma brilhante vitoria no setor de Cunha. Na hora em que os adversários procuravam cortar a retaguarda de nossas forças, estas desencadearam um ataque brusco e firme. Conseguindo ocupar o espião do Divino Mestre, as nossas tropas impediam definitivamente qualquer incursão pela estrada de Parati a Cunha. Os risonhos vales e as lombas suaves da serra do Mar encheram-se do eco das aclamações que o povo paulista erguia – deslumbrado por aquele dubito luar na noite negra do seu tormento. A bela vitória foi dirigida e conquista pelo coronel Mário Abreu, comandante do setor. Não desejaria citar nenhum nome nesta leve evocação daqueles dias heroicos. Mas abrindo para o ilustre oficial uma exceção, eu presto homenagem aos homens de outros Estados que puseram a sua vida e o seu futuro em uma causa que, se era essencialmente brasileira, sob muitos aspectos só pertencia a São Paulo. | ” |

Com a rendição dos paulistas e o consequente fim do conflito, ocorrido em 2 outubro de 1932, à princípio o tenente-coronel ficou recolhido em sua residência na capital paulista. Porém, no final de novembro de 1932 foi preso e no dia 15 de dezembro foi enviado para o exílio na Europa, em viagem no vapor Cuiabá, na terceira leva de exilados políticos, ao lado de outros comandantes do Exército Constitucionalistas, como Romão Gomes, Nicolau Horta Barbosa, Cristóvão Colombo de Melo Matos, entre outros.
Apesar da derrota militar dos rebeldes, o coronel Mario da Veiga Abreu considerou vitoriosos os ideais do levante de 1932. Para o coronel:
| “ | A chama dos ideais da Revolução de 9 de julho arde imperecível no coração dos paulistas em particular, e dos brasileiros em geral. Não foram em vão que centenas de vidas se perderam no solo de Piratininga. | ” |

Retornou ao Brasil em 1933, após autorização especial do governo provisório. Em 28 de maio de 1934 obteve anistia por conta de sua participação na insurreição de 1932. No mês de agosto foi reincorporado ao Exército Brasileiro com todas os direitos e regalias.
Em abril de 1937, o coronel foi nomeado para o comando do 23º Batalhão de Caçadores de Fortaleza-CE.
Em 1944 passou para reserva de primeira classe.
Faleceu em 1º de março de 1960, na cidade do Rio de Janeiro. Foi sepultado no cemitério São João Batista, situado naquela cidade.
Em maio de 1962, mais de dois anos após a sua morte, recebeu a patente de general-de-brigada, após decisão da Justiça Militar, que reconheceu o seu direito.